# Mitostoma daccordii
Mitostoma daccordii is een hooiwagen uit de familie aardhooiwagens (Nemastomatidae).